# 葛生能世
葛生 能世（くずう よしひさ、1874年〈明治7年〉7月25日 - 1958年〈昭和33年〉2月3日）は、日本の右翼活動家。葛生能久とも書く。右翼団体・黒龍会の指導者・頭山満の弟子。

## 生涯
千葉県出身。1893年（明治26年）韓国に渡り天祐侠を組織、1901年（明治34年）、内田良平と右翼団体「黒龍会」を設立。1931年（昭和6年）には大日本生産党の結成に参加。戦前から戦中にかけて大政翼賛会総務をつとめ、1937年（昭和12年）に内田の逝去によって黒龍会の二代目主幹をつとめた。
1945年（昭和20年）11月19日、連合国軍最高司令官総司令部は、日本政府に対し葛生らを戦争犯罪人として逮捕し、巣鴨刑務所に拘禁するよう命令があり収容された。同年11月27日付けの「星条旗新聞」には、葛生は一坪半ほどの畳敷きの監房内で紋付き袴をまといながら書き物をしている姿が記述されている。
A級戦犯に指定されたものの、その後、不起訴となり釈放された。その後、「極端な国家主義的、暴力主義的団体ならびに法務総裁指定団体の有力分子」のため公職追放となる。墓所は多磨霊園。